# 정소이
정소이는 대한민국의 배우이다. 《야인시대》 백장미 역 등을 연기했다. 같은 드라마의 홍만길 역을 연기한 정일모의 딸이다.